# Municipio 5 East Sanford
El municipio 5 East Sanford (en inglés: Township 5, East Sanford) es un municipio ubicado en el  condado de Lee en el estado estadounidense de Carolina del Norte. En el año 2010 tenía una población de 6.747 habitantes.

## Geografía
El municipio 5 East Sanford se encuentra ubicado en las coordenadas 35°30′10.34″N 79°8′32.8″O / 35.5028722, -79.142444.